# Марі-Ноемі Кадіо
Марі-Ноемі Кадіо (фр. Marie-Noémi Cadiot; нар. 12 грудня 1828, Париж — пом. 10 квітня 1888, Сен-Жан-Кап-Ферра) — французька письменниця, журналістка та скульптор.

## Біографія
Ноемі Кадіо народилася 12 грудня 1828 року у місті Парижі у ній державного чиновника.
У 1846 році, будучи ще неповнолітньою дівчинкою, Кадіо втекла з Альфонсом Луї Константом, більш відомим як окультист та таролог Еліфас Леві; її батько змусив Константа одружитися з нею. У шлюбі у них були мертвонароджені близнюки та дочка Мері, яка померла 1854 року у віці семи років. Бачачи в цьому недобрі знаки, Кадіо пішла від Константа на початку 1850-х років до маркіза Олександра де Монферр'є, швагра месіанського філософа Юзефа Вронського, і в 1865 шлюб з Леві був розірваний.
Наприкінці 1850-х років вона мала зв'язок з архітектором Ектором Мартеном Лефюелем, від якого в 1859 році у неї народився син; батьки назвали його Луї Віньйон.
3 вересня 1872 року Марі-Ноемі Кадіо знову одружилася з політиком Морісом Рув'є, який двічі очолював кабінет міністрів Франції.
На літературній ниві використовувала псевдоніми Claude Vignon, H. Morel та Marie-Noémi. Найбільш відомі літературні твори Кадіо: «Minuit, récits de la vie réelle», «Victoire Normand», «Les complices», «Un drame en province», «Un naufrage parisien», «Château-Gaillard», «Elisabeth Verdier».
Крім письменницької діяльності Кадіо захоплювалася скульптурою та залишила по собі кілька робіт, які виставляються у провідних музеях.
Марі-Ноемі Кадіо померла 10 квітня 1888 року в Сен-Жан-Кап-Ферра і була похована на цвинтарі Пер-Лашез у Парижі.